# هیروتو میاوچی
هیروتو میاوچی (انگلیسی: Hiroto Miyauchi؛ زادهٔ ۲۳ ژانویهٔ ۱۹۹۸) بازیکن فوتبال اهل ژاپن است.
از باشگاه‌هایی که در آن بازی کرده‌است می‌توان به باشگاه ورزشی یوکوهاما اشاره کرد.